# Parexus recurvus
Il paresso (Parexus recurvus) è un pesce estinto, appartenente agli acantodi. Visse nel Devoniano inferiore (circa 420 - 415 milioni di anni fa) e i suoi resti fossili sono stati ritrovati in Europa.

## Descrizione
Questo pesce era di piccole dimensioni, e non doveva superare i 15 centimetri di lunghezza. Possedeva un corpo compresso lateralmente, e la testa era arrotondata, con la bocca posta in posizione leggermente ventrale. La pinna caudale era relativamente corta e larga. I denti erano lunghi e dotati di una singola punta, al contrario di quanto avveniva in altri acantodi. Gli occhi erano grandi. Una caratteristica insolita di Parexus era data dalle enormi dimensioni della spina che sorreggeva la prima pinna dorsale: essa era insolitamente robusta ed eccezionalmente allungata, e poteva superare in lunghezza il corpo dell'animale; inoltre essa era finemente dentellata posteriormente. La seconda pinna dorsale era sorretta da una spina di dimensioni molto più contenute. Nella superficie ventrale del corpo dell'animale, tra le pinne pettorali e quelle pelviche, vi erano tre paia di potenti spine, che aumentavano di taglia mano a mano che si procedeva verso la parte posteriore del corpo. Le scaglie di Parexus non erano però simili a quelle di Climatius e di altri acantodi, bensì a quelle del possibile condritto basale Seretolepis (Burrow et al., 2013).

## Classificazione
Parexus era un membro degli acantodi, un gruppo di pesci dotati di mascelle dalle affinità incerte, a volte considerati vicini all'origine degli osteitti. In particolare, Parexus era un rappresentante dei climaziiformi e della famiglia climaziidi, comprendenti generalmente forme di piccole dimensioni e dotate di numerose spine, come Climatius.  
Il genere Parexus venne descritto per la prima volta da Louis Agassiz nel 1845, nella sua opera Recherches sur les Poissons Fossiles; lo studioso svizzero riconobbe due specie, Parexus recurvus e P. incurvus, provenienti dal Devoniano inferiore della Scozia. Un'altra specie, P. falcatus, venne descritta da Powrie nel 1870. Tutte queste specie, secondo le revisioni più recenti, apparterrebbero tuttavia a differenti individui di una sola specie, P. recurvus. 

## Paleoecologia
Parexus era probabilmente un nuotatore non molto agile, ma poteva proteggersi dai predatori grazie alla lunga spina presente sul dorso. 